# Parmaharju-Schanzen
Die Parmaharju-Schanzen (finnisch Parmaharjun hyppyrimäet „Sprungschanzen (von) Parmaharju“) sind eine Schanzenanlage in der finnischen Stadt Lieto. Sie wird von dem finnischen Sportverein Liedon Parma betrieben. Die Hauptschanze ist eine Normalschanze mit dem K-Punkt 82. Parmaharju ist der Name des Wallbergs, an dem die Schanzen stehen.  

## Geschichte
Nachdem der 1950 eingeweihten Pernavuoren-Schanze des Vereins in der Nähe von Turku der Verfall drohte, suchte man nach einem geeigneten Wintersportgelände. Auf der alten Schanze lag der Rekord bei 41,5 m. Die Planung für die neue Anlage begann im Jahre 1960 unter Beteiligung der lokalen Bauern.  1963 baute man auf dem etwa 600 Hektar großen Gelände in Lieto die erste Schanze, 1968 folgte die K55. Wenig später wurden die anderen Schanzen erbaut. 1975 fand auf der Normalschanze (K82) die Junioren-Europameisterschaft im Skispringen und das Springen zur Junioren-Weltmeisterschaft in der Nordischen Kombination statt. Junioren-Europameister der Spezialspringer wurde der Österreicher Anton Innauer vor Rune Hauge und Roger Ruud.
Heute existieren eine Normalschanze K82, eine K55 und eine K18. Die Schanzen sind nicht mit Matten belegt und besitzen auch kein FIS-Zertifikat mehr. Es werden jedoch noch inoffizielle Wettbewerbe mit internationaler Beteiligung ausgerichtet.

## Belege
1. ↑  https://www.skisprungschanzen.com/DE/Schanzen/FIN-Finnland/Lieto/0258/
2. ↑  KOTISEUTULEHTIN:o 1, 2008 (Memento des Originals vom 9. August 2011 im Internet Archive)  Info: Der Archivlink wurde automatisch eingesetzt und noch nicht geprüft. Bitte prüfe Original- und Archivlink gemäß Anleitung und entferne dann diesen Hinweis. (PDF; 723 kB), finnisch, abgerufen am 11. Dezember 2011
3. ↑  Liedon Parma RY: Historia (Memento des Originals vom 22. August 2009 im Internet Archive)  Info: Der Archivlink wurde automatisch eingesetzt und noch nicht geprüft. Bitte prüfe Original- und Archivlink gemäß Anleitung und entferne dann diesen Hinweis., abgerufen am 11. Dezember 2011
4. ↑  NORDIC Canada. 1979, S. 10, abgerufen am 25. Januar 2017.
5. ↑  Finlandia Veikkaus Tour (Seite nicht mehr abrufbar, festgestellt im Mai 2019. Suche in Webarchiven)  Info: Der Link wurde automatisch als defekt markiert. Bitte prüfe den Link gemäß Anleitung und entferne dann diesen Hinweis. am 13. Februar 2010, abgerufen am 14. Dezember 2011